# Michael K. Williams
Michael Kenneth Williams, född 22 november 1966 i Brooklyn i New York, död 6 september 2021 i Brooklyn i New York, var en amerikansk skådespelare. Han är bland annat känd för sin roll som Omar Little i TV-serien The Wire som anses vara en av TV-historiens bästa rolltolkningar och har en stor del i anledningen till att TV-serier blev en konstform.

## Biografi

### Uppväxt och den första rollen
Michael K. Williams mor, Paula Thomson, var från Bahamas och hans far, Booker T. Williams, från Greeleyville, South Carolina där deras afrikansk-amerikanska arv hade djupa rötter. Williams växte upp i East Flatbush i Brooklyn. Efter highschool började han på National Black Theatre i New York. Han fick också en vikarierande tjänst på Pfizer, men inspirerad av Janet Jacksons album Rhytm Nation 1814 så hoppade han av både jobb och skola för att satsa på en karriär som dansare. Efter en tid av hemlöshet och auditions blev han bakgrundsdansare för Kym Sims. Han arbetade sedan som dansare för bland annat George Michael och Madonna.
På sin 25-årsdag hamnade han i ett barslagsmål som gav honom ett stort ärr över ansiktet. Ärret blev ett signum och resulterade i att han började spela gangsters i musikvideos och fick modellarbeten med prominenta fotografer som Dave Chapelle. Hans första filmroll blev Bullet (1996) där han spelade Tupac Shakurs karaktärs bror. Det ska ha varit Tupac som valde Williams till rollen efter att han sett en Polaroidbild på honom.

### Genombrott med The Wire
Williams genombrott skedde när han fick rollen som Omar Little i TV-serien The Wire. Karaktären var baserad på bankrånaren Donnie Andrews. Han fick rollen efter sin första audition eftersom manusförfattaren Ed Burns gillade honom. För sin rolltolkning blev Wiilliams unisont hyllad. Kritiker på USA Today kallade honom anledningen varför de fortfarande älskar TV. Baltimore City Paper tyckte han var anledningen till att serien inte skulle lägga ner och det bästa med hela serien. 2007 blev han nominerad till bästa skådespelare på NAACP Image Award. Williams själv tyckte Omar var en bra karaktär på grund av karaktärens motsägande natur. En ärlig, individuell, strikt, homosexuell brottsling som inte var intresserad av det materiella. Rollen är enligt honom själv den som byggt hela hans karriär.
Under tiden i The Wire hade han också återkommande roller i TV-serierna Alias, Six Degrees och The Kill Point. Han syntes också i serierna Boston Legal, The Sopranos, Human Giant och Tredje skiftet. I TV-serier som I lagens namn, CSI: Crime Scene Investigation och Law & Order: Special Victims Unit spelade han olika karaktärer i olika säsonger. Han syntes också i flertalet filmer däribland Gone Baby Gone (2007) som regisserades av Ben Affleck. Han spelade också "The Thief" i Vägen (2009).

### Etablerad karriär
Williams syntes 2009 i filmen Life During Wartime, vilket var en lös fortsättning av filmen Happiness (1998). Där spelade han Allen, som i föregångaren gjordes av Philip Seymour Hoffman. Samma år medverkade han i filmen A Day in the Life. Den var regisserad av rapparen Sticky Fingaz och är en musikal där alla repliker levereras i rapvers. Han fick sedan rollen som Albert "Chalky" White i HBO-serien Boardwalk Empire där han medverkade i samtliga av seriens fem säsonger. På grund av en schemakrock missade han därför en roll i Quentin Tarantinos Django Unchained (2012).
Williams återförenades med sin motspelare Felicia Pearson från The Wire i den afroamerikanska western They Die By Dawn (2013). Han var med i det biografiska dramat Bessie (2015) vilken gav honom hans första Primetime Emmy Award-nominering. Han skulle sedan synas i tre säsonger av serien Hap & Leonard (2016-2018) som en av huvudrollerna. Williams fick sen göra dokumentärserien Black Market with Michael K Williams (2016) för Vice där han besökte och undersökte hur den illegala marknaden går till. Samarbetet fortsatte sedan även i HBO-serien Vice (2018) där han undersökte det amerikanska fängelsesystemet. Hans medverkan i serien skulle ge honom en tredje Primetime Emmy Award-nominering. Williams fick rollen som filmskurken Dryden Vos i Solo: A Star Wars Story (2018) men hoppade av då omtagningarna krockade med inspelningen av The Red Sea Driving Resorts (2019). Istället fick Paul Bettany ta över och filma om alla Williams scener. 2020 syntes han i rollen som Montrose Freeman i HBO-serien Lovecraft Country. Vilket gav honom en femte och postumt Primetime Emmy Award-nominering.

## Död
Williams hade haft problem med droger sedan han gick in lite för mycket i sin karaktär Omar Little i The Wire, han började presentera sig som Omar i privatlivet, skaffade en andra lägenhet i New Jersey och utvecklade en vana att röka cannabis och ta kokain och erkände sitt beroende 2004. Vid den tidpunkten har han tackat ett rehab som hjälpe honom igenom resten av serien.
Den 6 september 2021, 54 år gammal, hittades Williams död av sin brorson i sin lägenhet i Williamsburg. Den 24 september kunde rättsläkaren konfirmera att han dött av en överdos av kombinerade droger som kokain, fentanyl, heroin och paraflourfentanyl. Begravningen ägde rum i Harrisburg i Pennsylvania där hans mor bodde. Fotbollslaget Baltimore Ravens gjorde en hyllning till honom genom att gå in på plan med att vissla melodin The Farmer in the Dell som Omar Little gjorde i serien.
I februari 2022 arresterades fyra personer som hade kopplingar till Williams död. I april 2023 erkände langaren Irvin Cartagena till att ha sålt en farlig blandning av fentanyl och heroin till Williams vilket ledde till hans död. I juli 2023 blev de 4 männen skyldiga till brottet och en av dem, Carlos Macci dömdes till 2,5 års fängelse. En annan blev dömd till 10 års fängelse i augusti 2023.

## Arv och anseende
Michael K. Williams tidiga arbete med att spela öppet homosexuella karaktärer anses vara revolutionerande. Han har beskrivits som "en singulär närvaro, på scen och utanför som gjorde varje karaktär till sin egen". Hans porträtt av Omar Little har kallats för en av de bästa på TV genom historien. Han anses vara en stor del av det som under slutet av 90-talet och början av 00-talet gjorde amerikanska TV-serier till en konstform.
2008 sade, då senator, Barack Obama att The Wire var hans favorit TV-serie och Omar Little hans favorit karaktär. Om Omar sa han: "Det är inte min favorit person men han är en fascinerande karaktär... han är den tuffaste killen i showen".
Williams var American Civil Liberties Unions ambassadör för Campaign for Smart Justice.

## Filmografi

### Film
| År   | Titel                                       | Roll                | Notering         |
| ---- | ------------------------------------------- | ------------------- | ---------------- |
| 1996 | Bullet                                      | High Top            |                  |
| 1996 | Mugshot                                     | Rumor               |                  |
| 1998 | The Substitute 2: School's Out              | Gängmedlem          | Okrediterad      |
| 1999 | Bringing Out the Dead                       | Langare             |                  |
| 2000 | Broke Even                                  | Kenny               |                  |
| 2004 | Doing Hard Time                             | Curtis Craig        |                  |
| 2005 | Guile                                       | Ken                 | Kortfilm         |
| 2005 | Lackawanna Blues                            | Jimmy               | TV-film          |
| 2005 | Trapped in the Closet Chapters 1–12         | James               |                  |
| 2006 | Bondage                                     | Willie              |                  |
| 2006 | Legosoldaten                                | Samuel Kay          |                  |
| 2006 | 5up 2down                                   | Terance             |                  |
| 2007 | Trapped in the Closet Chapters 13–22        | James               |                  |
| 2007 | Trapped in the Closet: The BIG Package      | James               |                  |
| 2007 | I Think I Love My Wife                      | Teddy               |                  |
| 2007 | Gone Baby Gone                              | Devin               |                  |
| 2008 | The Incredible Hulk                         | Harlem Bystander    |                  |
| 2008 | KeAnthony: A Hustlaz Story                  | Shawn               | Korfilm          |
| 2008 | Belly 2: Millionaire Boyz Club              | Tone                |                  |
| 2008 | Miracle at St. Anna                         | Tucker              |                  |
| 2009 | Brooklyn's Finest                           | Red                 |                  |
| 2009 | Tell-Tale                                   | Acherton            |                  |
| 2009 | Wonderful World                             | Ibu                 |                  |
| 2009 | The Perfect Age of Rock 'n' Roll            | Sonnyboy            |                  |
| 2009 | A Kiss of Chaos                             | Demetrius           |                  |
| 2009 | Addicts                                     | Lil J               |                  |
| 2009 | A Day in the Life                           | Killer Mike         |                  |
| 2009 | Vägen                                       | Tjuv                |                  |
| 2009 | Life During Wartime                         | Allen               |                  |
| 2011 | Bayou Black                                 | Willy Jones         | Kortfilm         |
| 2011 | The Cookout 2                               | Cable Guy Mike      | TV-film          |
| 2011 | You're Nobody 'til Somebody Kills You       | A.D.                |                  |
| 2012 | LUV                                         | Det. Holloway       |                  |
| 2012 | Crispus Attucks: Today Was a Good Day       | Sig själv           | Kortfilm         |
| 2012 | W8 (Weight)                                 | Derrick Jones / Dee | Kortfilm         |
| 2012 | The Wire: The Musical                       | Omar Little         | Kortfilm         |
| 2012 | Nobody's Nobody's                           | Emeka               | Kortfilm         |
| 2012 | Trapped in the Closer: The Next Installment | James               |                  |
| 2013 | Snitch                                      | Malik               |                  |
| 2013 | 12 Years a Slave                            | Robert              |                  |
| 2013 | Plant Hunter                                | Plant Hunter        | Kortfilm         |
| 2013 | They Die By Dawn                            | Nat Love            |                  |
| 2013 | The Devil Goes Down                         | The Devil           | Kortfilm         |
| 2013 | Fairfield County                            | Leonard             | Kortfilm         |
| 2014 | Robocop                                     | Jack Lewis          |                  |
| 2014 | The Purge: Anarchy                          | Carmelo Johns       |                  |
| 2014 | Time Out of Mind                            | Mike                |                  |
| 2014 | Kill the Messenger                          | Ricky Ross          |                  |
| 2014 | Inherent Vice                               | Tariq Khalil        |                  |
| 2014 | The Gambler                                 | Neville Baraka      |                  |
| 2015 | Anesthesia                                  | Jeffrey             |                  |
| 2015 | Bessie                                      | Jack Gee            | TV-film          |
| 2015 | Captive                                     | Det. John Chestnut  |                  |
| 2016 | The Land                                    | Pops                |                  |
| 2016 | Triple 9                                    | Sweet Pea           |                  |
| 2016 | Ghostbusters                                | Agent Hawkins       |                  |
| 2016 | When the Bough Breaks                       | Roland              |                  |
| 2016 | Against the Wall                            | Man                 | Kortfilm         |
| 2016 | Assassin's Creed                            | Moussa              |                  |
| 2017 | Above the Noise                             |                     | Kortfilm         |
| 2018 | The Public                                  | Jackson             |                  |
| 2018 | Superfly                                    | Scatter             |                  |
| 2019 | The Red Sea Driving Resorts                 | Kabede Bimro        |                  |
| 2019 | Motherless Brooklyn                         | Trumpet Man         |                  |
| 2019 | Father                                      | Grandfather         | Kortfilm         |
| 2019 | About The People                            | Senatorn            | Kortfilm         |
| 2020 | Arkansas                                    | Almond              |                  |
| 2020 | Critical Thinking                           | Mr. Roundtree       |                  |
| 2020 | Beastie Boys Story                          | Bob Dylan           |                  |
| 2021 | Body Brokers                                | Wood                |                  |
| 2022 | Breaking                                    | Eli Bernard         | Postumt utkommen |
| 2022 | Surrounded                                  | Will Clay           | Postumt utkommen |

### TV
| År        | Titel                                 | Roll                  | Notering                               |
| --------- | ------------------------------------- | --------------------- | -------------------------------------- |
| 1997      | I lagens namn                         | Delmore Walton        | Avsnitt: "Shadow"                      |
| 2001      | I lagens namn                         | Marcus Cole           | Avsnitt: "A Losing Season"             |
| 2001      | Deadline                              | Darin                 | Avsnitt: "The Undesirables"            |
| 2001      | The Sopranos                          | Ray Ray               | Avsnitt: "Army of One"                 |
| 2002      | Tredje skiftet                        | Polis #1              | Avsnitt: "Superheroes Part 2"          |
| 2002-2008 | The Wire                              | Omar Little           | 42 avsnitt                             |
| 2003      | Law & Order: Special Victims Unit     | Double-D Gamble       | Avsnitt: "Escape"                      |
| 2005      | Alias                                 | Roberts               | 3 avsnitt                              |
| 2005      | Boston Legal                          | Randall Kirk          | Avsnitt: "Gone"                        |
| 2005      | CSI: Crime Scene Investigation        | Ronnie                | Avsnitt: "Hollywood Brass"             |
| 2006      | Law & Order: Special Victims Unit     | Victor Bodine         | Avsnitt: "Underbelly"                  |
| 2006-2007 | Six Degrees                           | Michael               | 3 avsnitt                              |
| 2007      | The Kill Point                        | Quincy                | 8 avsnitt                              |
| 2008      | Human Giant                           | Chris Barksdale       | Avsnitt: "Respect. Honor. Discipline." |
| 2008      | CSI: New York                         | Reggie Dunham         | Avsnitt: "The Box"                     |
| 2009      | I lagens namn                         | Charles Cole          | Avsnitt: Great Satan"                  |
| 2009      | The Philanthropist                    | Dax Vahagn            | 8 avsnitt                              |
| 2010      | CSI: Crime Scene Investigation        | Laurent               | Avsnitt: "World's End"                 |
| 2010-2014 | Boardwalk Empire                      | Chalky White          | 35 avsnitt                             |
| 2011      | Detroit 1-8-7                         | Clarence Warrenton    | Avsnitt: "Legacy/Drag City"            |
| 2011      | Aqua Teen Hunger Force                | Medborgare            | Röstroll, avsnitt: "Allen Part Two"    |
| 2011-2012 | Community                             | Dr. Marshall Kane     | 3 avsnitt                              |
| 2013      | Walk This Way                         | Rev. Daniels          | 7 avsnitt                              |
| 2013      | High School USA!                      | Lucius                | Röstroll, avsnitt: "Adderall"          |
| 2014      | Lucas Bros. Moving Co.                | Satan / Nigerian Dude | Röstroll, avsnitt: "A/C Tundra"        |
| 2014      | I Love the 2000s                      | Sig själv             | 10 avsnitt                             |
| 2015      | The Spoils Before Dying               | Rock Banyon           | 6 avsnitt                              |
| 2016      | The Night Of                          | Freddy Knight         | 6 avsnitt                              |
| 2016      | Black Market with Michael K. Williams | Sig själv             | 7 avsnitt                              |
| 2016-2018 | Hap and Leonard                       | Leonard Pine          | 18 avsnitt                             |
| 2017      | When We Rise                          | Ken Jones             | 4 avsnitt                              |
| 2017-2021 | F is for Family                       | Smokey Greenwood      | Röstroll, 18 avsnitt                   |
| 2018      | The Guest Book                        | Gabe                  | Avsnitt: "Someplace Other Than Here"   |
| 2018      | Vice                                  | Sig själv             | Avsnitt: "Raised in the System"        |
| 2019      | Last Week Tonight with John Oliver    | Richard Sackler       | Avsnitt: "Opioids II"                  |
| 2019      | When They See Us                      | Bobby McCray          | 4 avsnitt                              |
| 2020      | Lovecraft Country                     | Montrose Freeman      | 10 avsnitt                             |
| 2022      | Black Market with Michael K. Williams | Sig själv             | 7 avsnitt, Postumt utkommen            |

### Teater
| År   | Titel             | Roll    | Teater                              |
| ---- | ----------------- | ------- | ----------------------------------- |
| 2007 | The 24 Hour Plays | Gehring | American Airlines Theatre, New York |